# Bigbury
Bigbury – wieś i civil parish w Anglii, w Devon, w dystrykcie South Hams. W 2011 civil parish liczyła 500 mieszkańców. Bigbury jest wspomniana w Domesday Book (1086) jako Bicheberie/Bicheberia.